# Giovanni Arrighi
Giovanni Arrighi (Milão, 7 de julho de 1937 — Baltimore, 20 de junho de 2009) foi um economista político italiano e teórico do sistema-mundo. Foi professor da Universidade Johns Hopkins e autor do livro O Longo Século XX.

## Vida e formação
Giovanni Arrighi nasceu em Milão, Itália, em 1937. Formou-se como economista neoclássico pela Universidade Luigi Bocconi. Foi doutor em Economia e catedrático de Sociologia na Universidade Estadual de Nova Iorque (campus de Binghamton) e professor de Sociologia e gerente do Instituto para Estudos Globais em Cultura, Poder e História da Universidade Johns Hopkins, ambas instituições localizadas nos Estados Unidos da América. Atuou principalmente no campo da sociologia comparativa e história, na análise do sistema mundial e em sociologia econômica.
No ano de 1963, foi à África investigar modelos de desenvolvimento econômico para o continente. Giovanni Arrighi, na realidade, investiga os processos de formação do mercado do trabalho e no desenvolvimento econômico na África setentrional e na Europa setentrional, nas origens e transformações do sistema capitalista mundial e na estratificação da economia global. No ano de 1969, volta à Itália e começa a interessar-se pelos problemas do movimento operário, que integram grande parte dos seus estudos até o final dos anos 70.
Morreu na cidade de Baltimore, Estados Unidos, no dia 19 de junho de 2009, pouco antes de completar 72 anos.

## Trabalhos recentes
Então, Arrighi vai para os Estados Unidos, centralizando seus estudos para o caráter da crise mundial, integrando as análises na perspectiva dos períodos, para saber como ficavam as economias nacionais no novo marco internacional e também quais as perspectivas da economia mundial.
Seus últimos livros foram O Longo Século XX, Caos e governabilidade no moderno sistema mundial (em co-autoria com a esposa e companheira intelectual Beverly Silver) e Adam Smith em Pequim. Em conjunto, formam sua trilogia sobre o capitalismo em perspectiva histórico-mundial e estão entre as principais obras da teoria do sistema-mundo.
Pelo livro O Longo Século XX, recebeu o prêmio “Distinguished Scholarship” da American Sociological Association em 1995. Para Arrighi, a concepção de prazo em relação à análise histórica realizada a partir do início do século XX –  está próxima à ideia de duração. Nela, as linhas básicas da escola historiográfica dos  Annales, sobretudo nas contribuições de Fernand Braudel, onde os movimentos identificados e suscetíveis ao entendimento do historiador apareceriam em diferentes tempos, de cuja inter-relação se faria a análise histórica em si. A identificação de “diferentes tempos” –  social, econômico, político, cultural – determinaria a precisão da análise, dada sua abrangência.
Seus últimos cursos foram: "Teoria social - Interação social", "Sociologia econômica: seminário sobre o desenvolvimento", "Seminário sobre o desenvolvimento nacional", "Sociologia histórica do leste asiático", "Teorias do desenvolvimento internacional", "Seminário geral do instituto para estudos globais na cultura", "No poder e na história". Atuou em obras recentes como: "Globalization and historic macrosociology",  publicado por Janet Abu-Lughod.

## Obras
- The Political Economy of Rhodesia (1967)
- Essays on the Political Economy of Africa (1973)
- Geometry of Imperialism (1978)
- Dynamics of Global Crisis (1982)
- Semiperipheral Development: The Politics of Southern Europe in the Twentieth Century (1985)
- Antisystemic Movements (1989)
- Transforming the Revolution: Social Movements and the World System (com Samir Amin, André Gunder Frank e Immanuel Wallerstein) (1990)
- The Long Twentieth Century: Money, Power, and the Origins of Our Times (1994) O Longo Século XX (1998)
- Chaos and Governance in the Modern World System (com Beverly J. Silver) (1999) Caos e Governabilidade no Moderno Sistema Mundial (2001)
- The Resurgence of East Asia: 500, 150 And 50 Year Perspectives (2003)
- Adam Smith in Beijing: Lineages of the Twenty-First Century (2007) Adam Smith Em Pequim: Origens e Fundamentos do Século XXI (2008)